# ニトロソウレア

ニトロソウレア系抗ガン剤のひとつ、カルムスチン

ニトロソウレア系抗ガン剤のひとつ、ロムスチン

ニトロソウレア (nitrosourea) とは、尿素の水素が1個ニトロソ基 (-NO) に置き換わった化合物。薬剤や生理活性物質の中に、その構造を持つ誘導体群があり、それらもニトロソウレアと呼ばれることがある。

## ニトロソウレア系抗ガン剤
ニトロソウレア系抗ガン剤はDNAへの作用と共にタンパク質に対する作用も有し、広義のアルキル化薬として定義されている。主な特徴として血液脳関門を通過するという事があるため、ニムスチン（nimustine、ニドラン、ACNU）は脳腫瘍の治療によく使用される。多剤併用では消化器癌、小細胞性肺癌などにも使われることがある。その他の代表薬剤としてラニムスチン（ranimustine、サイメリン、MCNU）、カルムスチン (Carmustine, BCNU)、ロムスチン (Lomustine, CCNU)、セムスチン (semustine, methyl-CCNU) などが挙げられる。